# 샤투아라 1세
샤투아라는 기원전 13세기 하니갈바트의 후르 왕국의 왕(재위:기원전 1320~기원전 1300)이었다.
샤투아라는 아시리아 왕 아다드-니라리 1세(재위:1295-1263 BC)의 총독으로 그의 비문에 사투아라는 반란자로 나온다. 그러나 그는 체포되었고 그의 충성 서약은 갱신되었다.
나중의 왕 샤투아라는 아시리아 왕 샬만에세르 1세(재위:1263-1233 BC)의 치세에 하니갈바트를 다스렸다. 그는 샬만에세르 1세와 전쟁을 하였다고 한다. 그는 아들 와사샤타에 의해 계승되었다.
| 전 대 샤티와자 | 제12대 미탄니 국왕 기원전 1320~기원전 1300 | 후 대 와사샤타 |

## 같이 보기
- 미탄니